# 斑鳩三塔
斑鳩三塔（いかるがさんとう/いかるがのさんとう）は、飛鳥時代から奈良時代以前に建立された斑鳩町にある聖徳太子とその一族ゆかりの仏塔。
法隆寺の五重塔、法起寺と法輪寺（1944年落雷により焼失後1975年再建）の三重塔のこと。

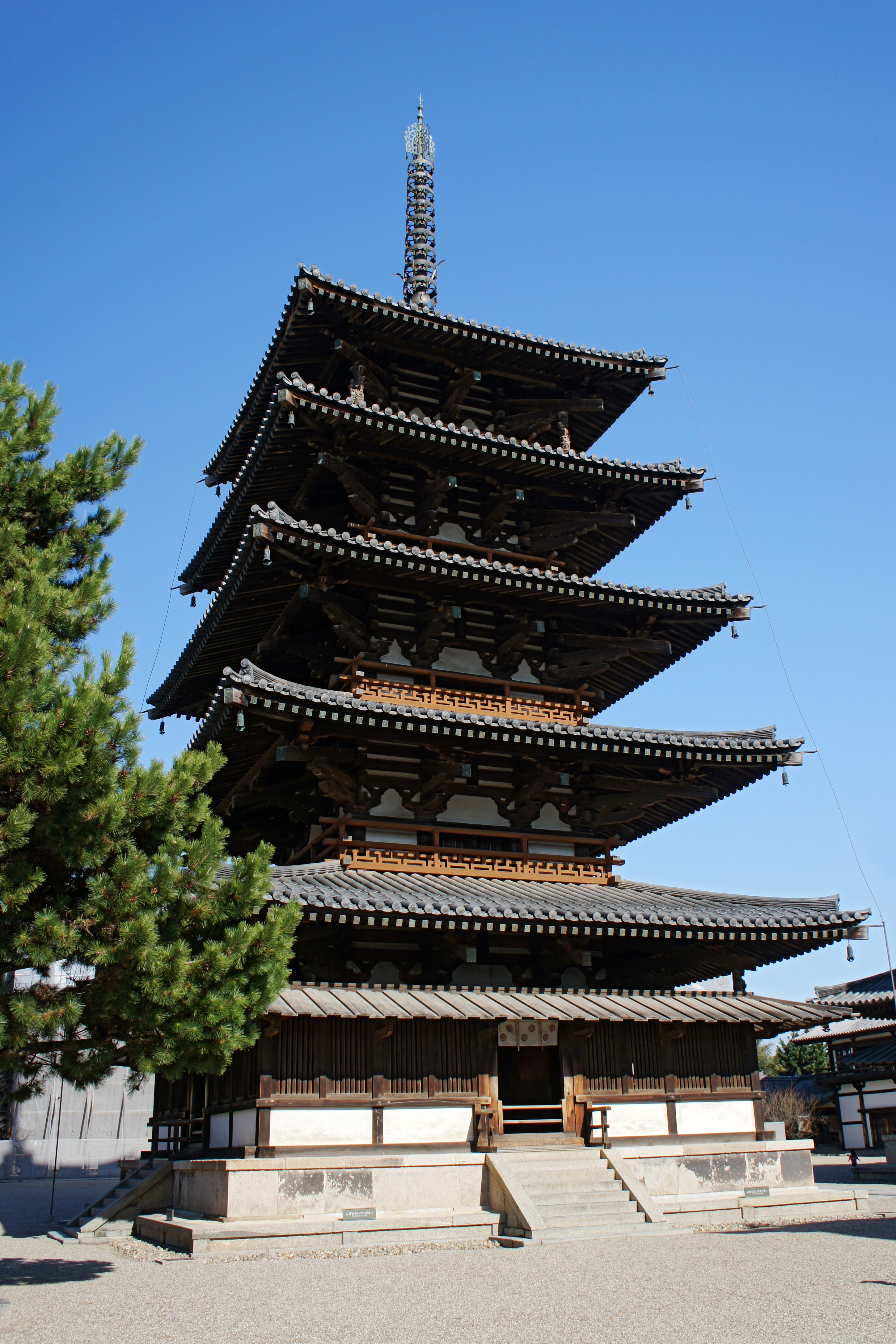
法隆寺五重塔
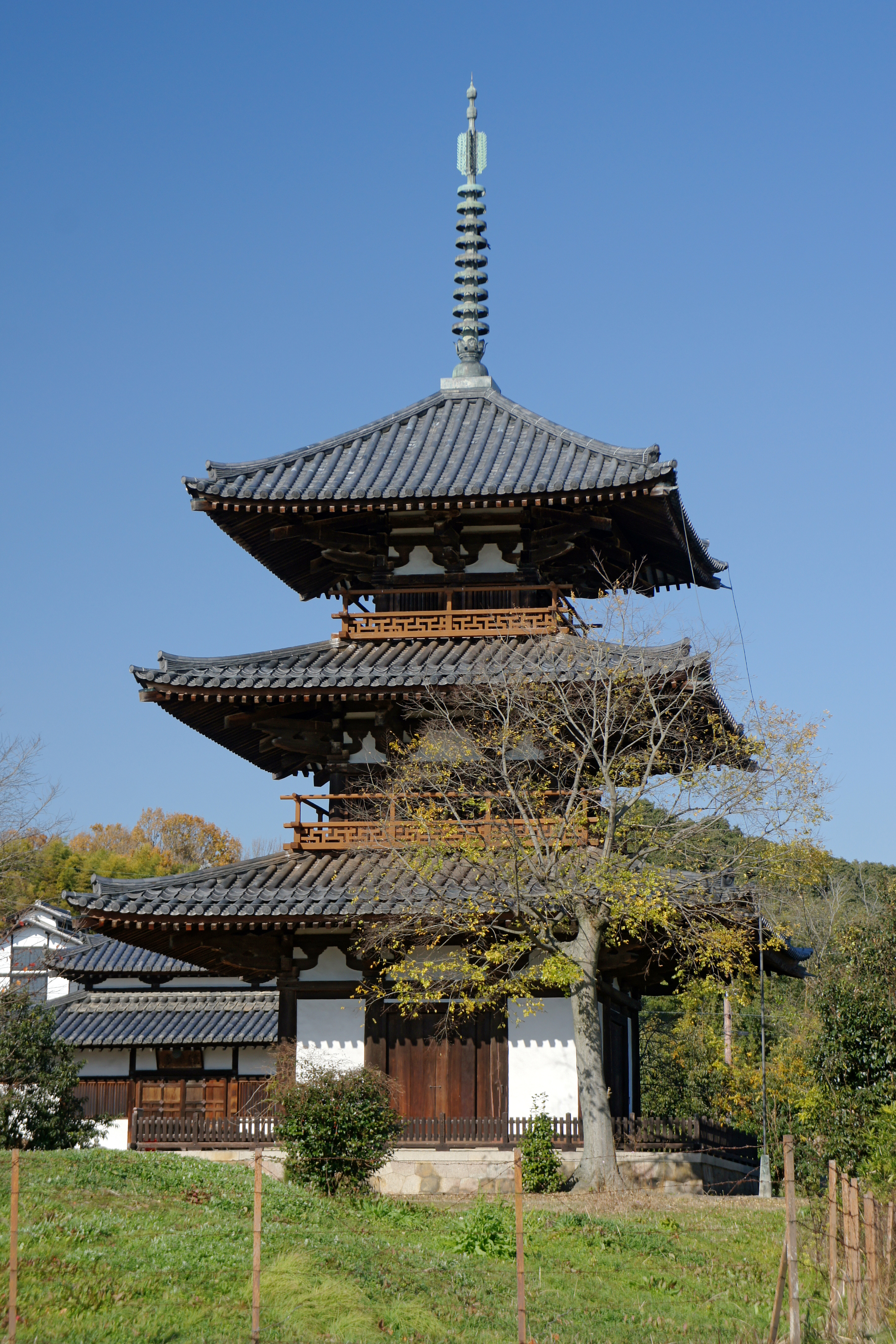
法起寺三重塔
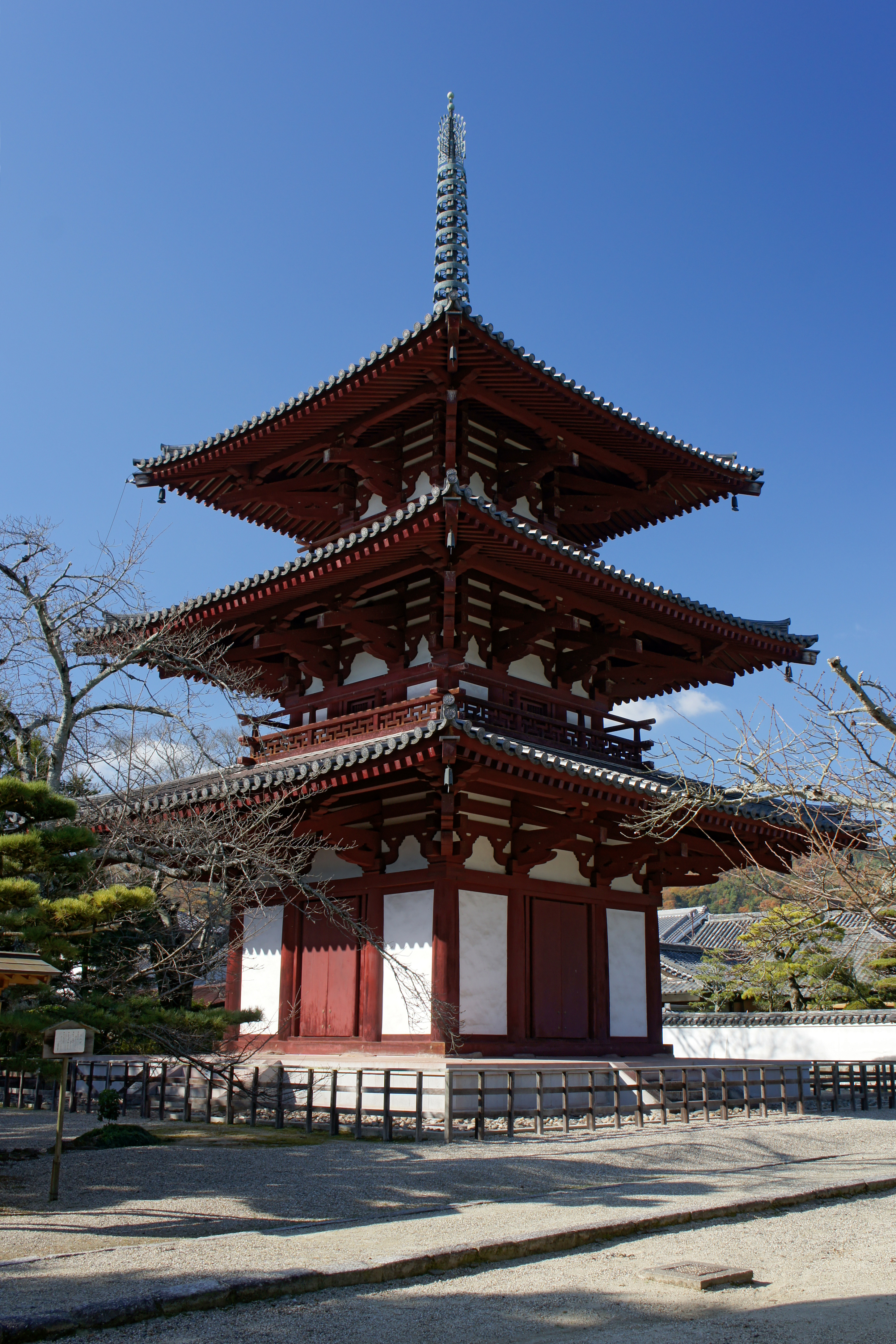
法輪寺再建三重塔

### 近隣の聖徳太子ゆかりの塔
- 四天王寺 - 1959年再建の五重塔。
- 中宮寺跡 - 飛鳥時代の塔跡が残る。史跡。
- 若草伽藍 - 飛鳥時代の塔跡が残る。史跡。
- 橘寺 - 飛鳥時代の塔跡が残る。史跡。

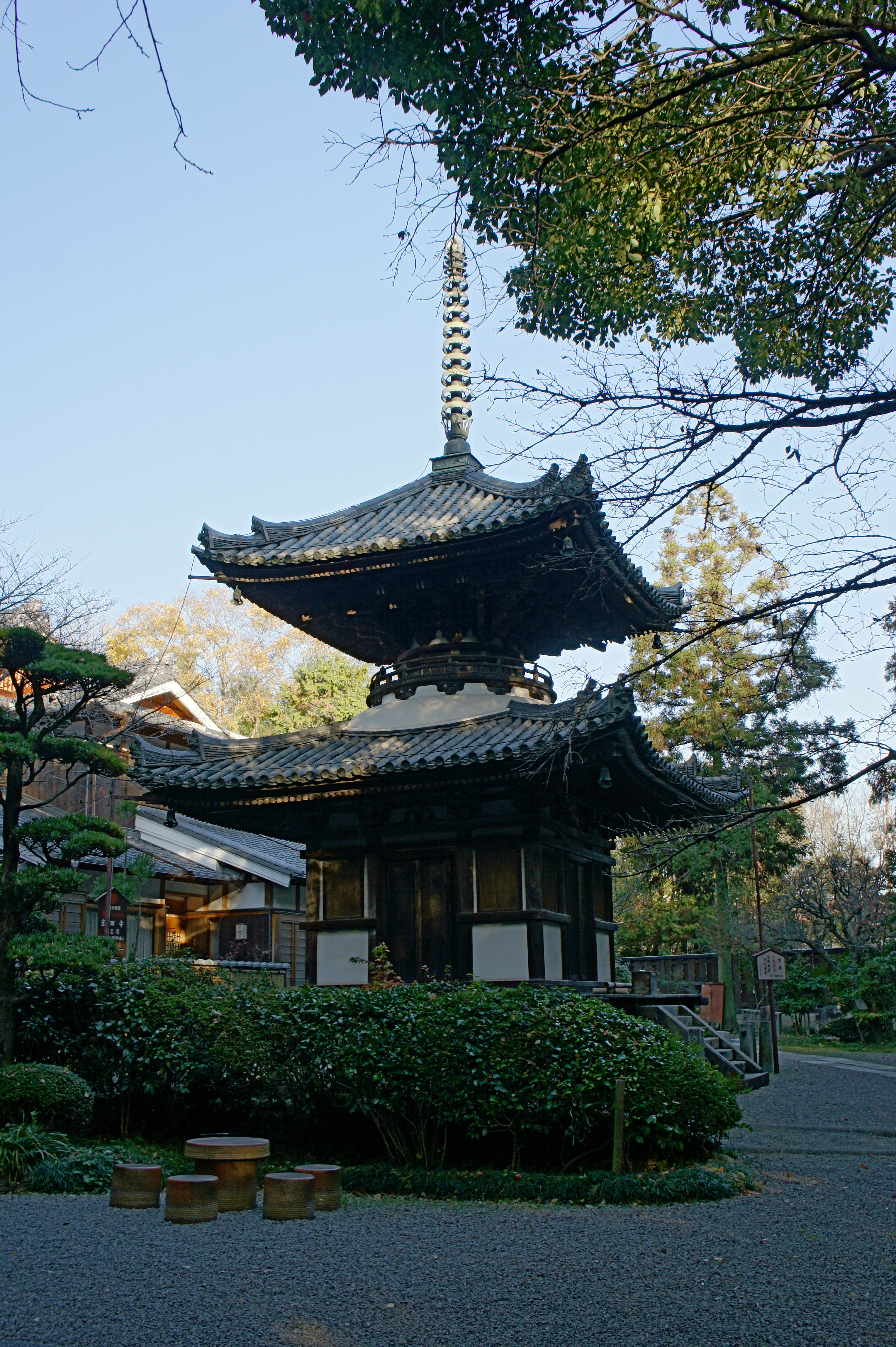
吉田寺多宝塔
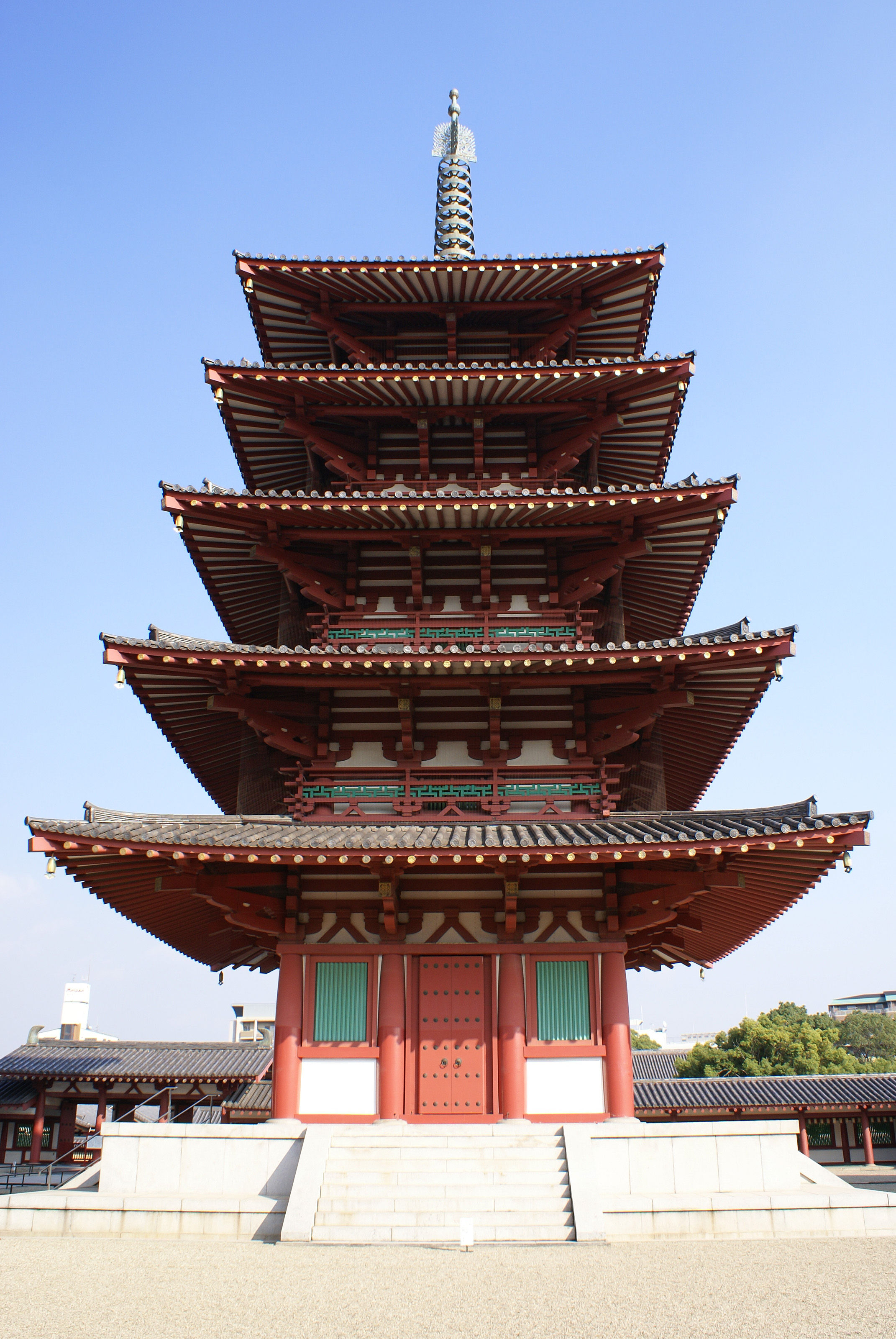
四天王寺五重塔